# Aphytis densiciliatus
Aphytis densiciliatus är en stekelart som beskrevs av Huang 1994. Aphytis densiciliatus ingår i släktet Aphytis och familjen växtlussteklar. Inga underarter finns listade i Catalogue of Life.